# Паяк птицеяд
Паякът птицеяд (Cyclosternum fasciatum) е вид тарантула, обитаваща тропическите гори на Коста Рика и Гватемала.

## Описание
Видът достига на дължина до максимум 12 cm, което го прави един от най-малките видове тарантули. Въпреки това той е един от най-големите в рода си. Обикновено женските възрастни не надвишават 5 cm на височина, а разкрачът им е не повече от 10 cm. Мъжките са по-малки, с дължина на тялото до 7,5 cm и разкрач до 9 cm.
Тези паяци имат тъмнооцветено тяло с червеникава окраска. Главогръдът им е оцветен в червено или кафяво, коремът е черен с червени ивици, а краката са сиви, черни или кафяви.
Педипалпите на възрастните мъжки са леко подути в края си, а предният чифт крака е снабден с кукички, разположени на първата или втората става. Последните помагат при лова на плячка, а също така и за обезопасяване на главогръда или зъбите на женската по време на чифтосването, понеже тя може да убие мъжкия.

## Размножаване
Копулацията може да продължи от няколко секунди до няколко часа. Около един месец след чифтосването женската отделя пашкул, съдържащ между 200 и 800 яйца, в зависимост от това каква е била продължителността на копулацията. След излюпването малките се пръскат наоколо и започват да растат много бързо.

## Домашни любимци
Паякът птицеяд е красив вид, което го прави много популярен сред развъдчиците на дребни животни.
Като домашни любимци те могат да се отглеждат в терариуми. Най-подходящите условия са при влажност на въздуха около 60 – 70% и температура 21 – 30 °C. Нуждаят се от дълбок слой почва, в която да копаят своите бърлоги.
За хората са сравнително безобидни, но въпреки това косъмчетата им могат да предизвикат силна алергия, възпаление на очите, носа и кожата. Не се препоръчват за начинаещи любители, понеже видът е доста агресивен и може да атакува без причина. Отровата му не е опасна за хората, но води до болка и скованост в ухапаната част.